# Giorgio Nicodemi
Giorgio Nicodemi (Trieste, 29 maggio 1891 – Milano, 9 giugno 1967) è stato un museologo, numismatico e storico dell'arte italiano.

## Biografia
Nato da Edoardo e Maria Wirtinger, Giorgio Nicodemi trascorse gli anni degli studi liceali e universitari a Gallarate. Fu il primo conservatore del museo civico della città dell'Altomilanese, inaugurato il 4 ottobre 1926. Fu molto legato anche alla città di Busto Arsizio grazie all'intenso rapporto con l'industriale e mecenate Luigi Milani, proprietario del cotonificio Giovanni Milani & nipoti. Fu a Busto che pubblicò precocemente uno studio dedicato al pittore Daniele Crespi nel 1914, che Roberto Longhi descrisse come la "prima monografia su di un artista del Seicento, la quale esiga di essere giudicata con concetti persino di critica". Nicodemi tornò a scrivere del pittore bustese anche nel 1930 con il libro Daniele Crespi, a cura di Luigi Milani, che includeva anche importanti documenti d'archivio quali l'inventario dei beni del pittore.
Ma Daniele Crespi non fu l'unico artista di Busto Arsizio studiato da Giorgio Nicodemi. Tra gli altri, pubblicò degli studi su Biagio Bellotti raccolti nei volumi Il canonico Biagio Bellotti del 1914 e Diciassette disegni di Biagio Bellotti del 1933. Intorno al 1925 scrisse Il Bambaia, dedicato ad Agostino Busti e Le Memorie. Giuseppe Bossi dedicato al segretario dell'Accademia di Belle Arti di Brera Giuseppe Bossi, che aveva già avuto modo di studiare dieci anni prima scrivendo La pittura milanese dell'età neoclassica. Si occupò anche del pittore Gaudenzio Ferrari, che a Busto Arsizio aveva realizzato il Polittico dell'Assunta per il Santuario di Santa Maria di Piazza, in Il polittico di Gaudenzio Ferrari in S. Maria Maria di Piazza a Busto Arsizio, pubblicato nel 1943.
Tornando alla traccia biografica di Nicodemi, si laureò il lettere e successivamente si diplomò in paleografia e archivistica, iniziando la carriera di critico e scrittore d'arte nel primo dopoguerra collaborando con le testate Rassegna d'Arte di Corrado Ricci, Dedalo di Ugo Ojetti, Emporium e Pagine d'arte, e saltuariamento con i quotidiani Il Giornale d'Italia e il Corriere della Sera.
Convinto interventista, ebbe intensi scambi di lettere con Gabriele D'Annunzio, al quale dedicò una raccolta di testimonianze negli anni 1940 (Testimonianze per la vita inimitabile di Gabriele D'Annunzio). Durante la Grande Guerra collaborò con Ugo Ojetti al salvataggio di opere d'arte e successivamente fu incaricato per la tutela del patrimonio artistico delle nuove province.
Nel 1919 divenne direttore dei Civici Musei di Brescia e della Biblioteca Queriniana, rimanendo in carica fino al 1928. Durante la sua permanenza a Brescia, tra il 1921 e il 1927 compilò le monografie Il Moretto da Brescia e Gerolamo Romanino e i volumi I disegni della Pinacoteca Bresciana Tosio e Martinengo e Città di Brescia. La Pinacoteca Tosio e Martinengo.
Nel 1928 fu chiamato a guidare la Soprintendenza dei Civici Musei milanesi e nel contempo iniziò a insegnare, fino al 1937, storia dell'arte presso l'Università Cattolica del Sacro Cuore. Il riordino delle collezioni dei musei milanesi da parte di Nicodemi fu fortemente influenzato dalle scelte ufficiali del regime fascista. I Musei del Castello Sforzesco vennero sottoposti a una grande opera di riallestimento sostituendo nelle sale il gusto antiquario con l'ambientazione in stile fascista. Nel 1934 organizzò nella Sala delle Asse una mostra dedicata Francesco Hayez, ripartita tra ritratti e quadri storici provenienti principalmente da collezioni private. A questa esposizione, nel 1962 seguì la pubblicazione di una monografia sull'artista Francesco Hayez.
La mostra su Hayez rientrava in un periodo in cui Nicodemi presentava una grande apertura agli artisti dell'Ottocento: furono molte le mostre sugli artisti dell'epoca, tra i quali Girolamo e Domenico Induno, Tranquillo Cremona, Angelo Inganni, Mosè Bianchi e una mostra commemorativa con relativa pubblicazione su Emilio Gola.
Grande appassionato di numismatica, Nicodemi era socio della Società numismatica italiana che negli anni 1940, dopo una riorganizzazione generale, affidò proprio a lui la direzione della Rivista italiana di numismatica nel 1943.

## Opere (bibliografia parziale)
- Saggio su Francesco Filippini, Milano, 1933.
- Il canonico Biagio Bellotti. Notizie storico artistiche, Busto Arsizio, Orfanotrofio Civile Maschile, 1914, SBN CUB0482577.
- Daniele Crespi, Busto Arsizio, Orfanotrofio civico maschile, 1914, SBN LO10346217.
- La pittura milanese dell'età neoclassica, Milano, Alfieri e Lacroix, 1915, SBN LO10355620.
- Il Moretto da Brescia, Firenze, Alinari, 1921, SBN RAV0074004.
- I disegni della Pinacoteca Bresciana Tosio e Martinengo, Brescia, Unione tipo-litografica bresciana, 1921, SBN TO00742266.
- Brescia, Milano, Alfieri e Lacroix, 1921, SBN CUB0482587.
- Il Bambaia, Gallarate, Società gallaratese per gli studii patrii, 1925, SBN LO10360795.
- Le Memorie. Giuseppe Bossi, Busto Arsizio, Tipolitografia Pellegatta, c1925, SBN RLZ0114443.
- Gerolamo Romanino, Brescia, La Poligrafica, 1925, SBN PUV0522675.
- Città di Brescia. La Pinacoteca Tosio e Martinengo, Bologna, Apollo, 1927.
- Diciassette disegni di Biagio Bellotti, Busto Arsizio, Giovanni Milani & nipoti, 1933, SBN LO11052869.
- Dipinti di Domenico e di Gerolamo Induno, Milano, Edizioni dell'Esame ordinati in mostra retrospettiva dalla Galleria dell'arte e dell'esame nel Castello Sforzesco di Milano, 1933, SBN CUB0242531.
- Tranquillo Cremona, Milano, Mondadori, 1933, SBN NAP0084510.
- Bronzi italiani del rinascimento italiano, Milano, Bolaffio, 1933, SBN CAG0035594.
- Francesco Hayez, 1934?, SBN IEI0225823.
- Leonardo anatomico, Firenze, Tipografia Luigi Niccolai, 1937, SBN LO10780084.
- Leonardo Bazzaro, Milano, Ariel, 1938, SBN LO10769090.
- Angelo Inganni, Milano, Libreria lombarda, 1942, SBN LO10507046.
- I dipinti di Mosè Bianchi posseduti dal Comune di Milano. Catalogo della   mostra, Milano, Ariel, 1942, SBN CUB0101486.
- Il polittico di Gaudenzio Ferrari in S. Maria Maria di Piazza a Busto Arsizio, Busto Arsizio, Industria d'arti grafiche Pellegatta, 1943, SBN LO10520423.
- Testimonianze per la vita inimitabile di Gabriele D'Annunzio, Milano, Ariel, 1943, SBN LO10422984.
- De Bernardi, Rovereto, Delfino, 1943, SBN CUB0482591.
- Renoir, Milano, G. G. Gorlich, 1945, SBN CUB0543927.
- Hokusai, Milano, G. G. Gorlich, 1945 SBN IT\ICCU\RAV\0266193.
- Rodolfo Guzzardi, Milano, Ariel, 1952, SBN LO10783236.
- Sei pittori del Gatto nero: Frassati, Gianpaolo, S. Parmeggiani, W. Pozzi, Ravazzi, Togliani, Milano, Alfieri e Lacroix, 1955, SBN CFI0491601.
- Remo Taccani (a cura di), Emilio Gola, 1851-1923, Milano, Edizioni della Permanente, 1956, SBN CUB0319080.
- Costumi popolari italiani del primo ottocento, Milano, Strenna dell'Istituto ortopedico Gaetano Pini, 1958, SBN ANA0013812.
- Francesco Hayez, Milano, Ceschina, 1962, SBN LIA0128630.
- La pittura italiana dell'Ottocento a Villa Godi Valmarana, Milano, ORGA, 1966?, SBN CFI0453569.